# Neringa (município)

Mapa de localização do município de Neringa (a vermelho)

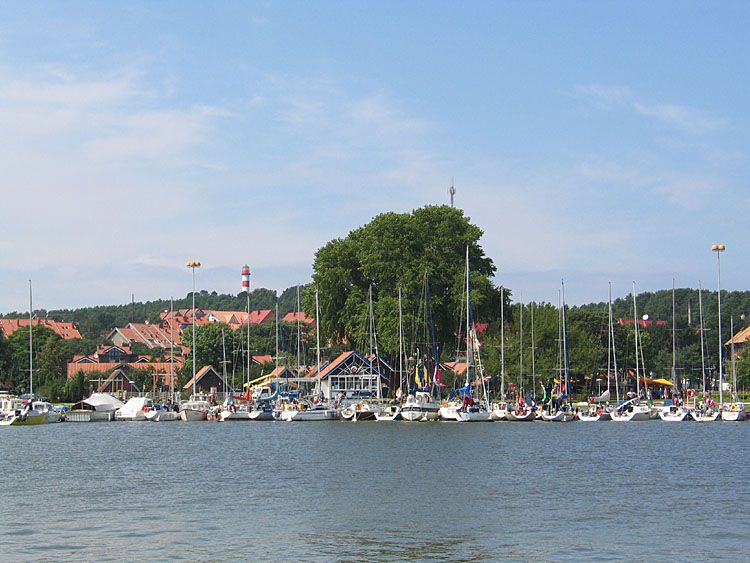
O porto de Nida, sede municipal

Neringa é um município da Lituânia (em lituano:  Neringos savivaldybė), um dos 60 do país. A sua sede é Nida.
O município está situado no extremo ocidental da Lituânia, no istmo da Curlândia e a sul de Klaipėda, e é o menor do país em população, com 3682 habitantes em 2010. É também o de maior rendimento per capita na Lituânia, ultrapassando Vilnius.
O município de Neringa está separado do resto da Lituânia pela laguna da Curlândia e só pode ser acedido por ferry-boat.
O município contém as localidades de Nida (1650 hab.), Preila (205 hab.), Pervalka e Juodkrantė (720 hab.), todas estâncias balneares.